# Valery Shantsev

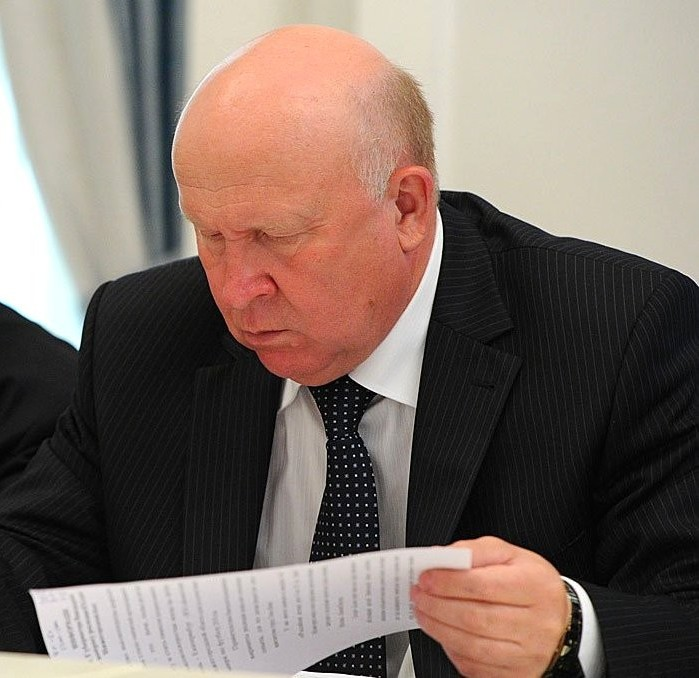
Imagem de Valery Shantsev.

Valery Shantsev (nascido em 29 de junho de 1947) é um político russo, o qual é o governador de Nizhny Novgorod Oblast de 8 de agosto de 2005 a 26 de setembro de 2017. Shantsev também foi deputado maior em Moscou. Recebeu a Medalha de Honra para a grande contribuição pessoal para o fortalecimento econômico, científico-técnica e cultural entre a Bielorrússia e a cidade de Moscovo, Federação da Rússia . Ele liderou a candidatura de Moscou como sede dos Jogos Olímpicos de Verão de 2012.